# Edvīns Bārda
Edvīns Johans Bārda  (ur. 6 kwietnia 1900 w Rydze, zm. 28 września 1947 w Liverpoolu) – łotewski piłkarz grający na pozycji napastnika, olimpijczyk. W karierze rozegrał 8 meczów w reprezentacji Łotwy, w której strzelił pięć bramek. Jego braćmi byli Arvīds i Rūdolfs, również piłkarze.

## Kariera klubowa
Grał w klubie JKS Ryga, później reprezentował barwy RFK Ryga, z którym trzykrotnie zdobywał tytuł mistrza kraju (1924, 1925, 1926).

## Kariera reprezentacyjna
Bārda zagrał w pierwszym w historii oficjalnym meczu reprezentacji Łotwy. 24 września 1922 roku w Rydze, Łotwa zremisowała w towarzyskim meczu z drużyną Estonii 1–1. W drugiej minucie meczu strzelił bramkę, która tym samym była pierwszym trafieniem dla reprezentacji Łotwy. W 1924 roku dostał powołanie do reprezentacji narodowej na Letnie Igrzyska Olimpijskie 1924. Łotysze rozegrali jeden mecz; w pojedynku drugiej rundy (w pierwszej mieli wolny los), reprezentanci tego kraju przegrali z Francuzami 0–7 i odpadli z turnieju. Ostatnim jego meczem w reprezentacji narodowej było spotkanie towarzyskie z Litwą (20 września 1925). Łotysze zremisowali 2-2, a Bārda strzelił obydwie bramki. Łącznie zdobył dla kadry narodowej pięć goli.